# Risorse umane (film)
Risorse umane (Resources humaines) è un film del 1999 diretto da Laurent Cantet.

## Trama
Il giovane laureato Franck, ritorna alla sua città natale in Normandia per fare uno stage manageriale nel reparto risorse umane della fabbrica in cui il padre lavora come saldatore da 30 anni. In un primo tempo egli è lodato, sia dagli amici che dai parenti, per lo strappo sociale che è riuscito a fare, passando da figlio di operaio a "colletto bianco", ma molto presto nascono invidie e rivalità.
Franck stringe amicizia con Alain, un lavoratore nero a cui suo padre ha insegnato il lavoro, ma questo legame viene osteggiato dai "colletti bianchi".
Franck si rende ben presto conto che il suo capo intende utilizzare la legge sulla riforma delle 35 ore lavorative settimanali per giustificare il ridimensionamento della forza lavoro della fabbrica, e fra i nomi che dovranno saltare figura anche quello del padre del ragazzo. Questo porterà a un confronto tra il tirocinante e la gestione, tra i lavoratori e i proprietari e, in definitiva, tra padre e figlio.

## Riconoscimenti
- Premio Louis-Delluc per l'opera prima 2000
- 2 Premi César 2001: miglior opera prima, migliore promessa maschile (Jalil Lespert)
- Premi Lumière 2001: miglior promessa maschile (Jalil Lespert)
- European Film Awards 2000: Prix Fassbinder (Laurent Cantet)